# Cycle de David Starr

Le Cycle de David Starr (titre original : Lucky Starr series) est une série d'histoires de science fiction écrite au début des années 1950 par Isaac Asimov sous le pseudonyme de Paul French.

## Présentation
David Starr est chargé par le Comité Scientifique Terrestre d'enquêter sur les planètes du système Solaire, récemment colonisées, pour y résoudre des énigmes. Dès le premier tome, il est aidé par un petit homme natif de Mars, John Bigman Jones, et par une étrange rencontre avec des entités martiennes, qui se cachent des humains. Les autres tomes le voient explorer les lieux les plus emblématiques du système Solaire : les Astéroïdes, Vénus, Mercure, les lunes de Jupiter (qui, par son gigantisme, empêche toute colonisation), les anneaux de Saturne.

## Titres
1. Sur la planète rouge (en), Fleuve noir, coll. « Fleuve Noir Anticipation », 1954 ((en) David Starr, Space Ranger, 1952)Réédition sous le titre Jim Spark, le chasseur d'étoiles, Hachette Jeunesse, coll. « Bibliothèque verte », 1977 puis sous le titre Les Poisons de Mars, Lefrancq, coll. « D'aventure », 1991 puis sous le titre Les Poisons de Mars dans le recueil David Starr justicier de l'espace, Lefrancq, coll. « Volumes », 1993 puis sous le titre Les Poisons de Mars, Lefrancq, coll. « Lefrancq en poche », 1996
2. Jim Spark et les Écumeurs de l'espace (en), Hachette Jeunesse, coll. « Bibliothèque verte », 1978 ((en) Lucky Starr and the Pirates of the Asteroids, 1953)Réédition sous le titre Les Pirates des astéroïdes, Lefrancq, 1991 puis sous le titre Les Pirates des astéroïdes dans le recueil David Starr justicier de l'espace, Lefrancq, coll. « Volumes », 1993 puis sous le titre Les Pirates des astéroïdes, Lefrancq, coll. « Lefrancq en poche », 1996
3. Jim Spark et la Cité sous la mer (en), Hachette Jeunesse, coll. « Bibliothèque verte », 1978 ((en) Lucky Starr and the Oceans of Venus, 1954)Réédition sous le titre Les Océans de Venus dans le recueil David Starr justicier de l'espace, Lefrancq, coll. « Volumes », 1993 puis sous le titre Les Océans de Venus, Lefrancq, coll. « Lefrancq en poche », 1997
4. Jim Spark et le Projet Lumière (en), Hachette Jeunesse, coll. « Bibliothèque verte », 1979 ((en) Lucky Starr and the Big Sun of Mercury, 1956)Réédition sous le titre La Fournaise de Mercure dans le recueil David Starr justicier de l'espace, Lefrancq, coll. « Volumes », 1993
5. Les Lunes de Jupiter (en), Lefrancq, coll. « Volumes », 1993 ((en) Lucky Starr and the Moons of Jupiter, 1957)
6. Les Anneaux de Saturne (en), Lefrancq, coll. « Volumes », 1993 ((en) Lucky Starr and the Rings of Saturn, 1957)

## Histoire du Futur
Isaac Asimov a écrit ce cycle dans le but affirmé de toucher un public adolescent. La réussite de ce cycle a été rapide. 
On y retrouve ce qui fait la force du futur de la Galaxie humaine : sa cohérence. Les premiers balbutiements de la robotique, la colonisation des systèmes solaires proches de la Terre, les conflits avec les "surhommes auto-proclamés" des nouvelles colonies (en particulier Sirius) qui considèrent les Terriens (y compris ceux d'origine martienne -cf Bigman) à peine comme des singes, etc.

### Evolutions des connaissances et véracité scientifique
Isaac Asimov rédige ce cycle avec les connaissances astronomiques de l'époque. Compte tenu de la longévité littéraire de l'auteur, celles-ci évoluent considérablement entre les premières éditions des romans et les ré-éditions plus récentes comme celles de Lefrancq. On sait désormais, par exemple, que Vénus n'est pas une planète recouverte d'un océan, que Mercure ne possède pas une face éclairée en permanence et une face dans l'ombre en permanence etc. Cette distorsion n'était pas appréciée d'Asimov qui s'est fendu d'une mise au point conséquente à l'attention de ses lecteurs lors d'une longue préface en particulier dans les éditions chez Lefrancq. Sans modifier ses romans (c'eût été fatal à l'intrigue en général), il a tenu à les remettre dans le contexte de leur époque car l'idée d'induire scientifiquement en erreur ses lecteurs lui était insupportable. C'est une honnêteté intellectuelle importante à souligner et, de plus, cela ne nuit en rien à la qualité des ouvrages. Après tout, les anachronismes et incohérences innombrables dans une œuvre comme les romans préhistoriques de JH Rosny Aîné, à commencer par "La Guerre du Feu" n'ont en rien entamé leur aura. On pourrait aussi souligner l'absence d'ordinateurs dans les trois premiers tomes écrits du Cycle de Fondation et leur apparition subite dans les quatre autres. Asimov lui-même n'hésite pas à souligner ces faits . 

### Curiosités de ce cycle
- Dans les volumes de la série édités dans la Bibliothèque verte chez Hachette Jeunesse (les quatre premiers), le héros a pour nom Jim Spark. Le traducteur a remplacé l'étoile (star) par une étincelle (spark).
- Le premier tome existe en BD : Les Poisons de Mars. Le scénario est de Stoquart et les dessins de Loutte, publié chez Lefrancq en 1991[2].
- Le troisième tome existe en BD : Les Océans de Vénus. Mis en images par Fernando Fernandez, publié chez Vaisseau d'argent en 1991. Le nom d'Asimov n'est pas mentionné.